# ホスピタル・ホスピタリティ・ハウス
ホスピタル・ホスピタリティ・ハウス（Hospital Hospitality House）とは、難病や高度な医療を受ける必要性から家族、自宅を遠く離れて入院生活をする子供を見舞い、付き添うために遠隔地からでてきた両親、家族のために経済的にあまり負担にならない金額（利用料は、一泊1,000円程度）で滞在できる宿泊施設である。家族滞在ハウス、ファミリーハウス、サポートハウス、慢性患児家族宿泊施設など呼称はさまざまなものが使われている。基本的には宿泊施設であるが、一般に「ハウス」という呼び名が共通に用いられている。
運営団体は、任意団体、財団、NPOが運営しているもの、病院が直接自ら運営しているもの、そして、企業の社会貢献活動として運営されているものがあり、この種のものではマクドナルドが運営するものが、最もよく知られている。

## 歴史
1970年代から、まずアメリカ合衆国で生まれたものである。世界最初のものは、1972年に誕生した「ザ・ケビン・ゲスト・ハウス」である。次いで、1974年「ロナルド・マクドナルド・ハウス」の第1号がアメリカ・フィラデルフィアで誕生した。以来、マクドナルドは世界中で、病気の子供と家族のための滞在ハウスの提供を行っており、日本にも2001年12月に国内で初めてのドナルド・マクドナルド・ハウスである「せたがや」ができた。
1986年に、アメリカでこうしたハウスの全米組織「全米ホスピタル・ホスピタリティ・ハウス連盟」（National Association of Hospital Hospitality House, Inc; NAHHH）が結成され、1988年には「病気のこどもヨーロッパ協会」（European Association for Children in Hospital; EACH）が、ハウスの必要性を明記した「病院のこども憲章」に合意している。
日本では、家族または家族により雇われた付き添い人（職業介護人）によって病児の介護が行われ、それらは院内（病児の脇の通路など）に簡易ベッドを持ち込んで宿泊していた。しかし、1994年に導入された「新看護体系」では、院内での宿泊が不可となり、また、看護は看護職員が行うという職業分離がなされた。このため、病院を締め出された家族たちの宿泊市場が生まれ、そこにホスピタル・ホスピタリティ・ハウスが参入し、1993年にはNPO法人ファミリーハウスにより日本第1号のハウスである「かんがる〜の家」が出来た。1997年には全病院で家族・職業介護人の看護が廃止され、1998年には厚生省の追加予算により、全国にハウスを32ヵ所建設することが決まった。現在、日本国内には、北海道から沖縄県まで約125施設がある。